# Schempp-Hirth Ventus 2

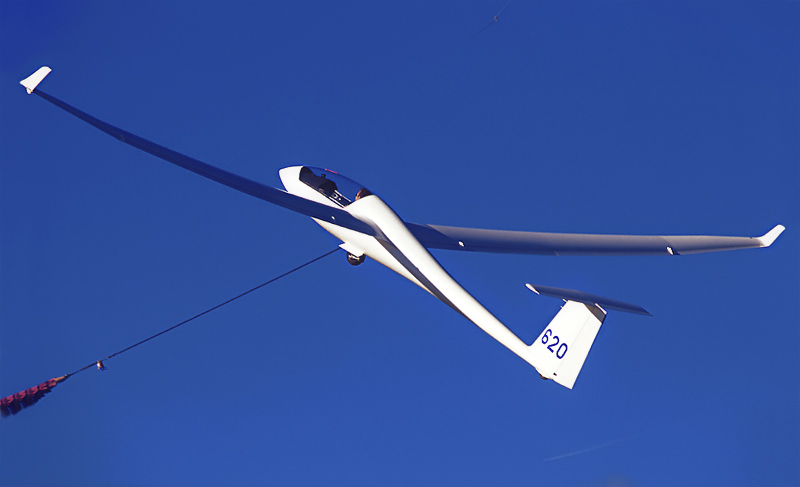
Ventus 2b en cours de décollage au treuil.

## Histoire
Le Schempp-Hirth Ventus 2 est un planeur fabriqué par Schempp-Hirth depuis 1994. Il a remplacé le Schempp-Hirth Ventus qui a eu un vif succès.
Les Ventus 2A et 2B sont des planeurs de 15 mètres d'envergure. La version A a un fuselage étroit et la version B un fuselage plus large. Le Ventus 2C possède lui une envergure de 18 mètres et a été introduit en 1995, mais c'est une évolution complète, que ce soit au niveau des ailes ou du fuselage. Il a les bouts d'ailes en option qui peuvent le faire passer en 15 mètres d'envergure avec des petites winglets.
Depuis 2003, c'est le fuselage du Schempp-Hirth Discus 2 qui est utilisé sur toutes les versions qui sont alors appelées 2AX, 2BX et 2CX. Le vol d'essai a été effectué en 1996 en configuration 15 mètres. Une finesse de 45 a été mesurée grâce un grand travail sur l'étanchéité et les turbulateurs.
Le Ventus 2A a gagné tous les championnats du monde entre 1995 et 2001.
Certains Ventus 2C et 2CX sont équipés d'un petit moteur de sustentation (Turbo) et sont désignés de la lettre T ; certains ont un système de décollage autonome désignés par la lettre M.

## Données techniques

### Planeur pur
| Désignation              | Ventus-2A               | Ventus-2B               | Ventus-2C 15 m          | Ventus-2C 18 m          | Ventus-2AX              | Ventus-2BX              | Ventus-2CX 15 m         | Ventus-2CX 18 m         |
| Classe de Competition    | FAI Classe 15 m et 18 m | FAI Classe 15 m et 18 m | FAI Classe 15 m et 18 m | FAI Classe 15 m et 18 m | FAI Classe 15 m et 18 m | FAI Classe 15 m et 18 m | FAI Classe 15 m et 18 m | FAI Classe 15 m et 18 m |
| Pilote                   | 1                       | 1                       | 1                       | 1                       | 1                       | 1                       | 1                       | 1                       |
| Nombre construit         | 168                     | 168                     | 459                     |                         |                         |                         |                         |                         |
| Longueur                 | 6,35 m                  | 6,58 m                  | 6,81 m                  | 6,81 m                  | 6,41 m                  | 6,81 m                  | 6,81 m                  | 6,81 m                  |
| Hauteur                  | 1,30 m                  | 1,30 m                  | 1,30 m                  | 1,30 m                  | 1,30 m                  | 1,30 m                  | 1,30 m                  | 1,30 m                  |
| Largeur de cockpit       | 0,54 m                  | 0,62 m (Ventus-2b, 2c)  | 0,62 m (Ventus-2b, 2c)  | 0,62 m (Ventus-2b, 2c)  | 0,54 m                  |                         |                         |                         |
| Hauteur du cockpit       | 0,75 m                  | 0,81 m                  | 0,81 m                  | 0,81 m                  | 0,75 m                  | 0,81 m                  | 0,81 m                  | 0,81 m                  |
| Envergure                | 15 m                    | 15 m                    | 15 m                    | 18 m                    | 15 m                    | 15 m                    | 15 m                    | 18 m                    |
| Surface alaire           | 9,67 m²                 | 9,67 m²                 | 9,67 m²                 | 11,03 m²                | 9,67 m²                 | 9,67 m²                 | 9,67 m²                 | 11,03 m²                |
| Allongement              | 23,3                    | 23,3                    | 23,3                    | 29,5                    | 23,3                    | 23,3                    | 23,3                    | 29,5                    |
| Masse à vide             | 230 kg                  | 235 kg                  | 290 kg                  | 310 kg                  | 230 kg                  | 235 kg                  | 290 kg                  | 310 kg                  |
| Ballast                  | 200 kg                  | 200 kg                  | 200 kg                  | 200 kg                  | 200 kg                  | 200 kg                  | 200 kg                  | 200 kg                  |
| Masse maximale           | 525 kg (15 m)           | 525 kg (15 m)           | 525 kg (15 m)           | 525 kg                  | 525 kg (15 m)           | 525 kg (15 m)           | 525 kg (15 m)           | 600 kg                  |
| Charge alaire minimale   | 31 kg/m²                | 32 kg/m²                | 37 kg/m²                | 35 kg/m²                | 31 kg/m²                | 32 kg/m²                | 37 kg/m²                | 35 kg/m²                |
| Charge alaire maximale   | 54,3 kg/m²              | 54,3 kg/m²              | 54,3 kg/m²              | 47,6 kg/m²              | 54,3 kg/m²              | 54,3 kg/m²              | 54,3 kg/m²              | 51,2 kg/m²              |
| Vitesse maximum (VNE)    | 270 km/h                | 270 km/h                | 270 km/h                | 270 km/h                | 285 km/h                | 285 km/h                | 285 km/h                | 285 km/h                |
| Vitesse en air turbulent | 180 km/h                | 180 km/h                | 180 km/h                | 180 km/h                | 200 km/h                | 200 km/h                | 200 km/h                | 200 km/h                |

### Version Motorisée
| Désignation                    | Ventus-2cT               | Ventus-2cT               | Ventus-2cM                            | Ventus-2cM                            | Ventus-2cxM                           | Ventus-2cxM                           |
| Envergure                      | 15 m                     | 18 m                     | 15 m                                  | 18 m                                  | 15 m                                  | 18 m                                  |
| Masse à vide moteur retiré     | 305 kg                   | 325 kg                   | 320 kg                                | 340 kg                                | 320 kg                                | 340 kg                                |
| Masse à vide moteur installé   | 335 kg                   | 355 kg                   | 375 kg                                | 395 kg                                | 375 kg                                | 395 kg                                |
| Masse maximale moteur installé | --                       | --                       | --                                    | --                                    | --                                    | 600 kg                                |
| Type du moteur                 | Solo 2350 2-temps        | Solo 2350 2-temps        | Solo 2625-01 2-temps                  | Solo 2625-01 2-temps                  | Solo 2625-01 2-temps                  | Solo 2625-01 2-temps                  |
| Puissance du moteur            | 15,3 kW à 5 500 tr/min   | 15,3 kW à 5 500 tr/min   | 38 kW à 6 000 tr/min                  | 38 kW à 6 000 tr/min                  | 38 kW à 6 000 tr/min                  | 38 kW à 6 000 tr/min                  |
| Réservoir d'essence            | 13 litres                | 13 litres                | 13 litres (fuselage) 39 litres (aile) | 13 litres (fuselage) 39 litres (aile) | 13 litres (fuselage) 39 litres (aile) | 13 litres (fuselage) 39 litres (aile) |
| Taux de montée                 | 0,9 m/s                  | 0,9 m/s                  | >3 m/s                                | >3 m/s                                | >3 m/s                                | >3 m/s                                |
| Autonomie                      | 370 km en vol en dauphin | 370 km en vol en dauphin | 840 km en vol en dauphin              | 840 km en vol en dauphin              | 840 km en vol en dauphin              | 840 km en vol en dauphin              |

## Sources
- Site de la société de construction Schempp-Hirth ((en) et (de), voir aussi version française sous Schempp-Hirth)
- Sailplane Directory